# Kilián Glückauf
Kilián Glückauf (14. ledna 1871 Praha 2 – 25. ledna 1927 Praha 2) byl český nevidomý hudebník, ladič klavírů, varhaník, učitel hudby a regenschori.

## Život
Narodil se v porodnici U Apolináře, ve které ho jeho matka odložila. Svou rodinu nikdy nepoznal a neznal ani den a svého narození. Ujala se ho venkovská žena, se kterou vyrůstal v Černičí. V dětství byl kvůli své slepotě šikanován vesnickými dětmi.
Od narození byl nevidomý a v roce 1885 byl zdarma přijat do Klárova ústavu slepců v Praze. V tomto ústavu se začal věnovat hudbě a naučil se hrát na klavír, varhany, housle, křídlovku a klarinet. Z počátku své hudební kariéry sólově doprovázel sbor svého ústavu na varhany, později se však jeho role ve sboru změnila na vedoucího chrámového sboru a celý sbor harmonizoval.
Kilián Glückauf se živil také jako učitel hudby. Vyučoval jakožto pomocný učitel v Klárově ústavu a dále jako učitel hudby v Ústavu na Hradčanech, dnešní Školy Jaroslava Ježka pro nevidomé, v níž byl jedním z prvních učitelů. Byl také autorem hudební notace pro slepé.
Kvůli svým názorům byl z ústavu propuštěn a začal se živit hraním po pražských hospodách a hrou na varhany v robotárnách. Žil v Praze ve Šporkově ulici na Malé straně domě "U Seegerů". Vedle Prahy hrával také v Kostelci nad Labem v hotelu Přemysl, který patřil rodině Prevorů, se kterou se dlouhodobě přátelil. Mimo hraní na hudební nástroje také ladil klavíry. Nikdy nežebral, přestože většina slepců v jeho době si vydělávala právě tímto způsobem.
V Praze byl Kilián Glückauf všeobecně znám, a to nejen kvůli hudbě, ale hlavně i díky své štědré a skromné povaze. Zdarma hrál i zpíval pacientům v Nemocnici Milosrdných sester, která byla zřizována stejnou kongregací jako Ústav na Hradčanech, v němž působil. Starým a nemocným lidem pomáhal nosit těžké předměty. Potřebným lidem přenechával svůj pokoj, zatímco sám pak přespával venku. Dlouhodobě financoval výchovu čtyř dívek (2 z Prahy a 2 z Kostelce nad Labem), kterých se ujal za 1. světové války a umístil do rodiny malostranského krejčího.
Zemřel 25. ledna 1927 ve Všeobecné fakultní nemocnici v Praze zadušením poté, co byl hospitalizován s prudkým zánětem hrtanu. Dne 29. ledna proběhla jeho kremace, při které hrála jeho oblíbená píseň "Zahučaly hory".